# Bellamy Young
Bellamy Young es una actriz estadounidense, más conocida por haber interpretado a la primera dama de los Estados Unidos Mellie Grant en la serie Scandal.

## Primeros años
Young nació bajo el nombre Amy Maria Young en Asheville, Carolina del Norte, y fue adoptada. Se cambió el nombre para ingresar en el Screen Actors Guild porque ya había otra Amy Young registrada, y eligió el nombre de Bellamy como un homenaje al mejor amigo de su difunto padre, Bill, que había ayudado a criarla después de la muerte de aquel.
Se graduó de Asheville High School en 1987. Asistió a la Universidad de Yale, especializándose inicialmente en Física pero finalmente estudiando inglés y teatro, y se graduó en 1991. Young pasó un verano durante la universidad en la British American Drama Academy en Inglaterra

## Vida privada
Young es vegana desde 1988 y en 2016 participó en una campaña para PETA titulada "Ser vegana me mantiene joven". Partidaria desde hace mucho tiempo de la adopción de refugios, Young protagonizó dos anuncios televisados para The Humane Society de los Estados Unidos: 'The Shelter Pet Project' en 2015 y 'Honestly' en 2016.
Young es demócrata registrada. Junto con varios de sus compañeros de reparto de Scandal, Young encabezó un evento de recaudación de fondos para Hillary Clinton en abril de 2016. Después de actuar en el 2015 National Christmas Tree Lighting, se anunció que en 2016 Young sería co-embajadora, junto con Chelsea Clinton, del Trust for the National Mall.
Young es la presidenta honoraria de la organización sin fines de lucro contra la violencia doméstica 'Helpmate', y ha ayudado a recaudar fondos para víctimas de violencia doméstica. En 2015, Young ganó ¡Celebrity Jeopardy! y como resultado ganó $50,000 para la Operación Mantas de Amor, una organización benéfica que dona mantas a los animales en los refugios. Cuando era adolescente, Young comenzó a sufrir de migrañas y todavía sufre de ellas hasta el día de hoy. Se convirtió en socia de GlaxoSmithKline para Treximet, en 2015, para difundir la conciencia sobre la migraña. Young se asoció con Merck & Co, en noviembre de 2016, para ayudar a educar a las personas sobre la importancia de las pruebas de biomarcadores en el cáncer de pulmón de células no pequeñas, la enfermedad que mató a su padre.
Young ahora otorga una beca cada año a un estudiante en su lugar de formación, la Universidad de Yale. En 2019, Young se convirtió en embajadora de la organización CARE y realizó un viaje a Ruanda para ver el trabajo que están haciendo allí. Para el Día Internacional de la Mujer 2020, Young dirigió un anuncio de servicio público, para CARE, protagonizada por ella misma, Kerry Washington, Shonda Rhimes y Katie Lowes.
Young ha salido previamente con los actores Joshua Leonard y Ed Weeks. Desde septiembre de 2017, Young ha estado en una relación con el percusionista portugués Pedro Segundo, quien es 18 años menor que ella.

## Filmografía

### Cine
| Año  | Título                    | Personaje         | Observaciones                |
| ---- | ------------------------- | ----------------- | ---------------------------- |
| 1999 | Black and White           | Bellamy           | No acreditada                |
| 1999 | Picture This              | Monique           |                              |
| 2001 | Mission                   | Sandy             |                              |
| 2002 | Swatters                  | Mary Dolan        |                              |
| 2002 | We Were Soldiers          | Catherine Metsker |                              |
| 2004 | Larceny                   | Kiki              |                              |
| 2005 | Darcy's Off-White Wedding | Donatella         | Cortometraje                 |
| 2006 | Eve of Understanding      | Cassie            |                              |
| 2006 | Mission: Impossible III   | Rachael           |                              |
| 2007 | Simple Things             | Terry Hudson      | También productora ejecutiva |
| 2007 | Trust Me                  | Carrie            |                              |
| 2008 | One, Two, Many            | Jennifer          |                              |
| 2008 | This Is Not a Test        | Teresa            |                              |
| 2009 | Tender as Hellfire        | Cheryl            | Cortometraje                 |
| 2010 | The Freebie               | Jessica           |                              |
| 2010 | In My Sleep               | Olivia            |                              |
| 2010 | Pound of Flesh            | Daniella Melville |                              |
| 2011 | Joint Body                | Jane Chapman      |                              |
| 2012 | Last Day on Earth         | Pamala            |                              |
| 2012 | The Cottage               | Annie             | También productora ejecutiva |
| 2015 | Day Out of Days           | Rebecca           |                              |
| 2016 | Offer & Compromise        | Karen             |                              |
| 2016 | The Night Stalker         | Kit Fellows       | [ 26 ]                       |
| 2017 | Bernard and Huey          | Aggie             |                              |
| 2018 | A Wrinkle in Time         | Mujer camazotz    | [ 27 ]                       |

### Televisión
| Año        | Título                | Personaje                                   | Observaciones                                                                  |
| ---------- | --------------------- | ------------------------------------------- | ------------------------------------------------------------------------------ |
| 1995       | Another World         | Dra. Courtney Evans                         | Personaje recurrente                                                           |
| 1997       | Law & Order           | Ellen O'Brien                               | Episodio: "Blood"                                                              |
| 1998       | Law & Order           | Stephanie Harker                            | Episodio: "True North"                                                         |
| 2000       | The Drew Carey Show   | Bridget                                     | Episodio: "The Gang Stops Drinking"                                            |
| 2000       | Nash Bridges          | Diana Carr                                  | Episodio: "The Messenger"                                                      |
| 2000       | The X-Files           | Abogada Janet Wilson                        | Episodio: "Redrum"                                                             |
| 2001       | The District          | Bethany Fortoro                             | Episodio: "To Serve and Protect"                                               |
| 2001       | ER                    | Grace                                       | Episodio: "If I Should Fall from Grace"                                        |
| 2002       | Frasier               | Lisa                                        | Episodio: "Three Blind Dates"                                                  |
| 2002       | For the People        | Agnes Hunt, ayudante del fiscal de distrito | Personaje recurrente                                                           |
| 2003       | Peacemakers           | Twyla Gentry                                | Personaje recurrente, 9 episodios                                              |
| 2003       | American Dreams       | Diane Shaw                                  | Episodios: "Another Saturday Night", "Life's Illusions", "Rescue Me"           |
| 2004       | The West Wing         | MaryLou Meriwether                          | Episodio: "The Stormy Present"                                                 |
| 2004       | NCIS                  | Melinda Stone, agente especial de la ATF    | Episodio: "Split Decision"                                                     |
| 2004, 2009 | Scrubs                | Dra. Miller                                 | Personaje recurrente, 6 episodios                                              |
| 2004       | Strong Medicine       | Erin Berman                                 | Episodio: "Code"                                                               |
| 2005       | North Shore           | Mrs. Lasser                                 | Episodio: "Shark"                                                              |
| 2005       | Medium                | Kate Emery                                  | Episodio: "Judge, Jury and Executioner"                                        |
| 2005       | Vision of a Murder    | Tina Moore                                  | Telefilm                                                                       |
| 2005–2006  | CSI: Miami            | Monica West, ayudante del fiscal del Estado | Personaje recurrente, 6 episodios                                              |
| 2007       | Close to Home         | Sarah Paulson                               | Episodio: "Road Rage"                                                          |
| 2007       | Grey's Anatomy        | Kathy                                       | Episodios: "The Other Side of This Life: Parts 1 & 2"                          |
| 2007       | Boston Legal          | Cynthia Nichols                             | Episodio: "Beauty and the Beast"                                               |
| 2007       | Cold Case             | Audrey Metz (1938)                          | Episodio: "World's End"                                                        |
| 2007–2008  | Dirty Sexy Money      | Ellen Darling                               | Personaje recurrente, 9 episodios                                              |
| 2008       | Two and a Half Men    | Diane                                       | Episodio: "The Mooch at the Boo"                                               |
| 2008       | Knight Rider          | Amy Clark                                   | Episodio: "Knight Rider"                                                       |
| 2008       | Mask of the Ninja     | Gina                                        | Telefilm                                                                       |
| 2009       | Knight Rider          | Amy Clark                                   | Episodio: "Fly by Knight"                                                      |
| 2009       | Trust Me              | Carrie Taylor                               | Episodio: "But Wait, There's More"                                             |
| 2009       | Ghost Whisperer       | Lucy Stanton                                | Episodio: "Cursed"                                                             |
| 2009       | Supernatural          | Sarah / Lucifer                             | Episodio: "Sympathy for the Devil"                                             |
| 2010       | Edgar Floats          | Jennifer Wade                               | Piloto televisivo                                                              |
| 2010       | Drop Dead Diva        | Emily Parcellas                             | Episodio: "The Long Road to Napa"                                              |
| 2010       | The Mentalist         | Melanie Ayers                               | Episodio: "Cackle-Bladder-Blood"                                               |
| 2010       | Law & Order: LA       | Monica Jarrow                               | Episodio: "Playa Vista"                                                        |
| 2011       | Working Class         | Brooke                                      | Episodio: "The Dance"                                                          |
| 2011       | United States of Tara | Bridgette                                   | Episodios: "The Full F**k You Finger", "Wheels"                                |
| 2011       | Castle                | Candace Ford                                | Episodio: "Pretty Dead"                                                        |
| 2011       | The Protector         | Skylar Brenn                                | Episodio: "Wings"                                                              |
| 2011–2013  | Criminal Minds        | Beth Clemmons                               | Personaje recurrente, 7 episodios                                              |
| 2012       | Franklin & Bash       | Margaret Pollack                            | Episodio: "L'affaire Du Coeur"                                                 |
| 2012–2018  | Scandal               | Melody "Mellie" Grant                       | Personaje recurrente (temporada 1) Protagonista (temporada 2-7); 118 episodios |
| 2014       | Hell's Kitchen        | Ella misma                                  | Temporada 13; Episodio: "5 Chefs Compete"                                      |
| 2015       | Jeopardy!             | Ella misma                                  | Concurante                                                                     |
| 2017       | Lip Sync Battle       | Ella misma                                  | Episodio: "Matt McGorry vs. Bellamy Young"                                     |
| 2019       | Whiskey Cavalier      | Karen Pappas                                | Episodio: "The Czech List"                                                     |
| 2019       | Heartstrings          | TBA                                         | Episodio: "Down from Dover"                                                    |
| 2019       | Prodigal Son          | Jessica Whitly                              | Protagonista                                                                   |